# Sint-Jan-de-Doperkerk (Hodimont)

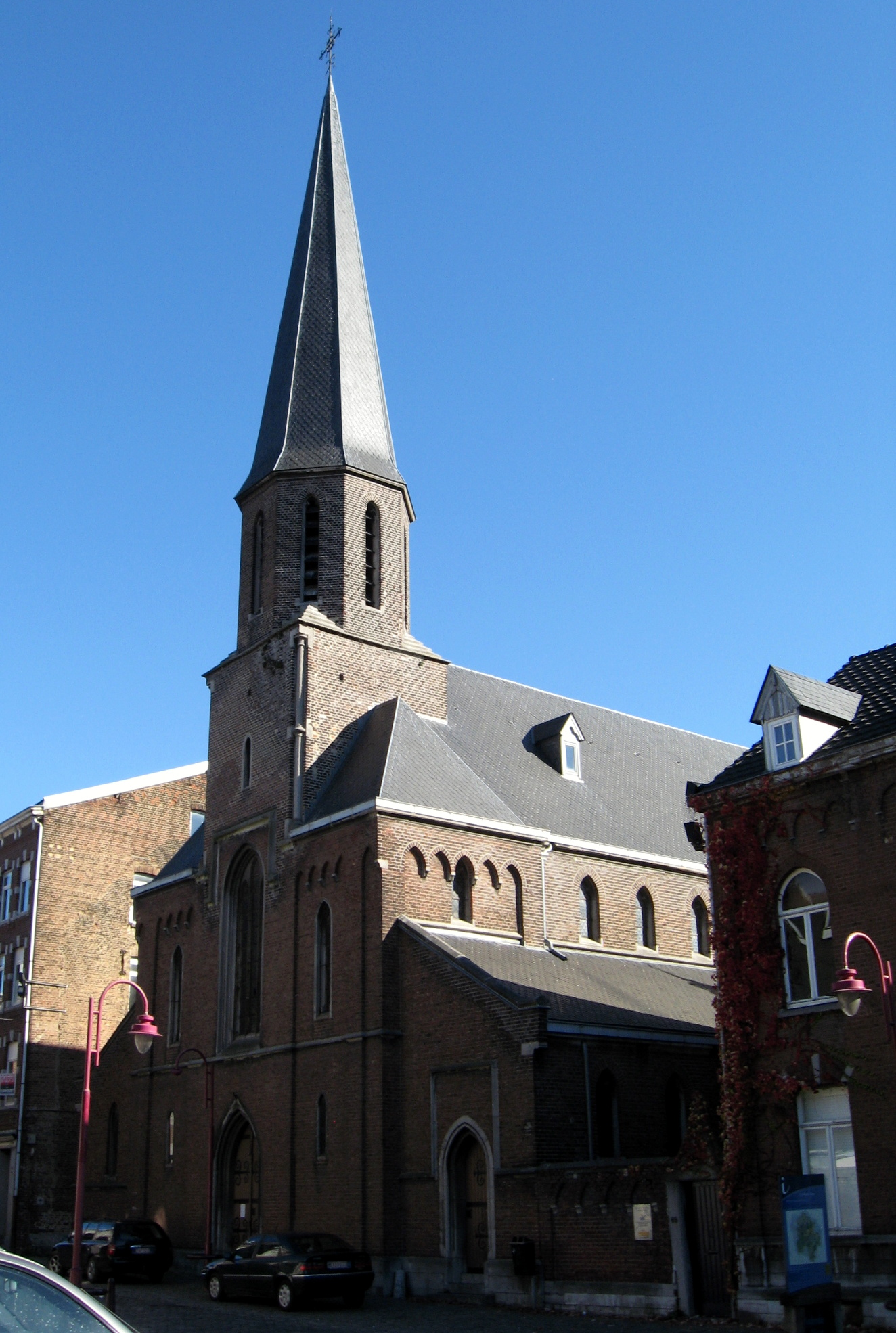
Sint-Jan-de-Doperkerk

De Sint-Jan-de-Doperkerk is een kerkgebouw in het stadsdeel Hodimont van de Belgische stad Verviers, gelegen aan de Rue de la Chapelle 63.

## Geschiedenis
Op deze plaats werd in 1710 een kapel in barokstijl gebouwd. In 1821 werd deze verheven tot parochiekerk.
De huidige kerk werd gebouwd van 1887-1888, naar ontwerp van A. de Fisenne. Het is een grote driebeukige bakstenen kerk in neogotische stijl met ook neoromaanse elementen. De ingebouwde vierkante toren heeft een achthoekige bakstenen lantaarn en een achtkante spits.
Vanwege vergrijzing en ontkerkelijking werd in 2016 besloten om de kerk aan de katholieke eredienst te onttrekken en te verkopen aan de Grieks-Orthodoxe gemeenschap, welke tot dan toe kerkte in de niet meer toereikende Sint-Annakapel. In 2018 vond een fusie van Rooms-katholieke parochies plaats, waarna de gelovigen uit Hodimont voortaan zouden gaan kerken in de Sint-Antoniuskerk en de Grieks-Orthodoxe gemeenschap de Sint-Jan-de-Doperkerk in gebruik zou nemen. Voor de Sint-Annakapel wordt een niet-kerkelijke bestemming gezocht

## Interieur
De kerk bezit een preekstoel en biechtstoelen in Lodewijk XIV-stijl, van begin 18e eeuw. De orgelkast is van 1747, in Lodewijk XV-stijl. Er zijn kerkbanken van 1732, en 18e-eeuwse beelden en grafzerken.